# Offiçiêu

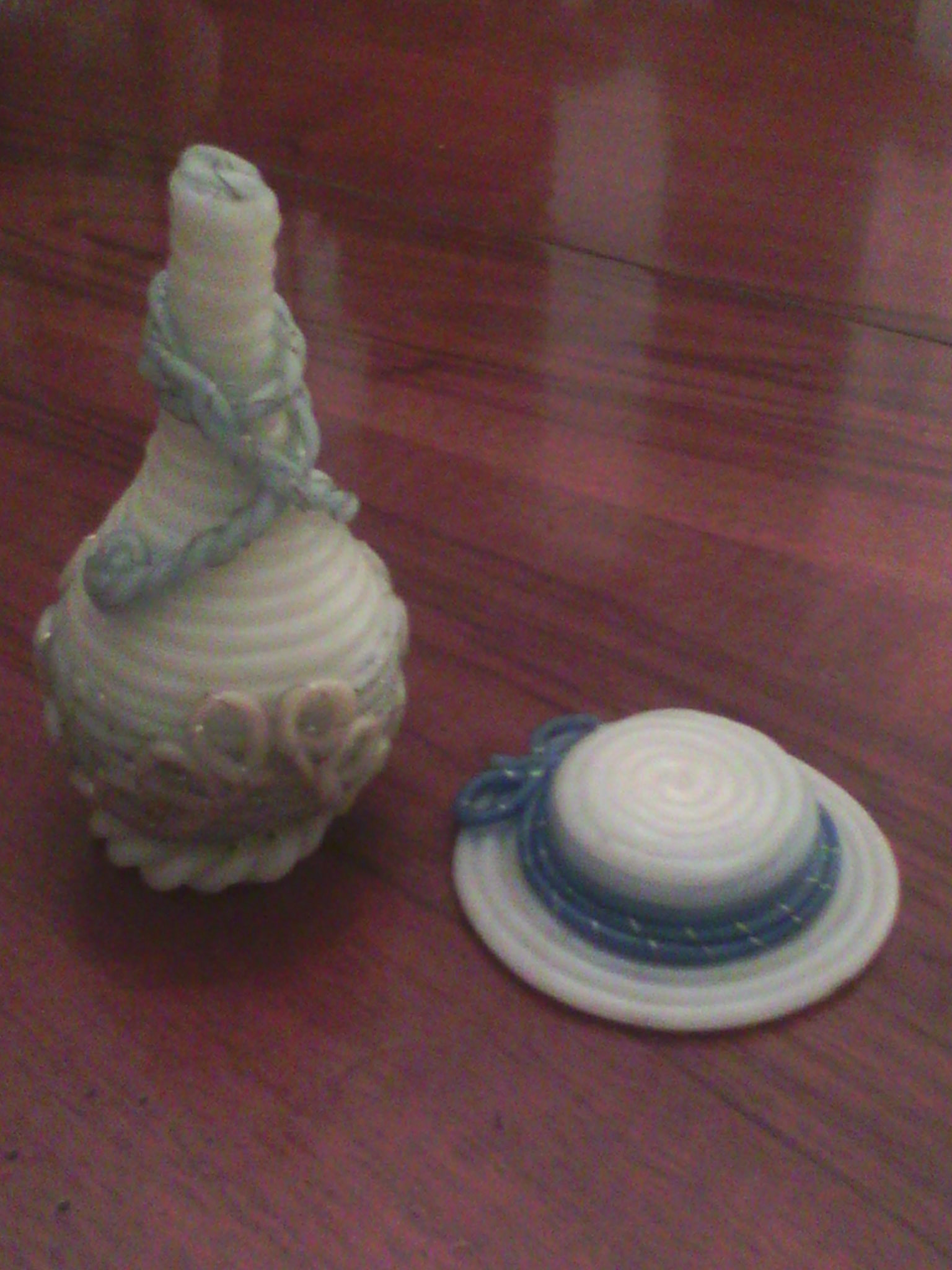
Due offiçiêu, a fiaschetta e cappellino.

Gli offiçiêu, noti anche come òfiçieu, öffiziêu, muchetti (a Chiavari), libaeti (nel levante ligure) o ceiotti (ad Imperia), sono tipiche candele della tradizione ligure, utilizzate durante il periodo compreso tra la novena dei morti (24 ottobre) e la commemorazione dei defunti per le orazioni serali ed il rosario.
La tradizione legata agli offiçiêu nacque probabilmente nella Val Fontanabuona presso un convento femminile. Queste candele sono formate da un lungo cerino, che può essere bianco, multicolore o decorato da un sottile filo argenteo, piegato più volte fino a formare un officiolo e successivamente scarpette, cappellini, fiaschette, cestini e borsine. Su di esso veniva appoggiata un santino od una immaginetta religiosa.
L'utilizzo degli offiçiêu è andata scemando a partire dagli anni settanta del XX secolo.
A queste candele tipiche della tradizione ligure il poeta dialettale genovese Nicolò Bacigalupo.
(Nicolò Bacigalupo)